# NGC 7009
NGC 7009 (Mgławica Saturna) – mgławica planetarna znajdująca się w konstelacji Wodnika. Została odkryta 7 września 1782 roku przez Williama Herschela. Mgławica ta według różnych szacunków znajduje się w odległości od 2000 do 4000 lat świetlnych od Ziemi.
Swoją drugą nazwę NGC 7009 zawdzięcza kształtowi, który w większym powiększeniu przypomina planetę Saturn. W środku mgławicy znajduje się jasno świecąca kolorowa chmura gazowa otaczająca gwiazdę centralną. Gwiazda ta stosunkowo niedawno odrzuciła zewnętrzne warstwy swojej atmosfery, a następnie je rozświetliła, nadając charakterystyczne kolory. Mgławica została wyrzeźbiona przez wcześniej odrzuconą materię, która ograniczała późniejszy wiatr gwiazdowy. Nieco dalej od centrum, po bokach mgławicy, wzdłuż dłuższej osi widoczne są dwie czerwone wypustki uformowane z dość rzadkiego gazu.

## Zobacz też

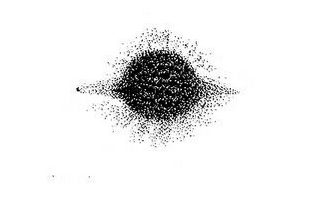
Rysunek Williama Parsonsa z 1850 r. na podstawie jego obserwacji z użyciem 180-cm teleskopu własnej konstrukcji